# 下八川村
下八川村（しもやかわむら）は、高知県吾川郡にあった村。現在のいの町下八川各町にあたる。

## 地理
- 河川：上八川川

## 歴史
- 1889年（明治22年）4月1日 - 町村制の施行により、下八川村・十田村の区域をもって発足。
- 1956年（昭和31年）6月1日 - 小川村・清水村・上八川村と合併して吾北村が発足。同日下八川村廃止。